# Sierra megye (Új-Mexikó)
Sierra megye az Amerikai Egyesült Államokban, azon belül Új-Mexikó államban található. Megyeszékhelye és legnagyobb városa Truth or Consequences. Lakosainak száma 11 576 fő (2020. április 1.). Sierra megye Catron, Socorro, Lincoln, Otero, Doña Ana, Luna és Grant megyékkel határos.

## Népesség
A megye népességének változása:
| Lakosok száma | 12 038 | 12 039 | 11 900 | 11 572 | 11 282 | 11 576 |
|               | 2010   | 2011   | 2012   | 2013   | 2015   | 2020   |